# 陵城站
陵城站（原站名为陵县站），位于中华人民共和国山东省德州市陵城区临齐街道张举人社区，是德大铁路上的火车站，于2015年9月28日启用营运，由中国铁路济南局集团管辖。

## 歷史
- 2015年9月28日通车启用。[3]

## 車站周邊
- 陵城区陵城镇孙来仪小学

## 外部連結
- 中国铁路客户服务中心 （页面存档备份，存于）